# Basilio Ndong
Basilio Ndong Owono Nchama (Mbini, 17 gennaio 1999) è un calciatore equatoguineano, difensore dell'U Craiova e della nazionale equatoguineana.

## Carriera

### Club
Il 13 febbraio 2018 è stato acquistato a titolo definitivo per 60.000 euro dalla squadra macedone dello Shkupi.
Il 1º settembre 2021 è stato reso noto il suo passaggio ai norvegesi dello Start con la formula del prestito. Il 10 novembre, lo Start ha riscattato Ndong a titolo definitivo, col giocatore che ha firmato un contratto valido fino al 1º agosto 2024.

### Nazionale
Ha esordito in nazionale nel 2016; è stato convocato per la Coppa delle nazioni africane 2021 e per la Coppa delle nazioni africane 2023.

## Statistiche

### Cronologia presenze e reti in nazionale
| Cronologia completa delle presenze e delle reti in nazionale ― Guinea Equatoriale | Cronologia completa delle presenze e delle reti in nazionale ― Guinea Equatoriale | Cronologia completa delle presenze e delle reti in nazionale ― Guinea Equatoriale | Cronologia completa delle presenze e delle reti in nazionale ― Guinea Equatoriale | Cronologia completa delle presenze e delle reti in nazionale ― Guinea Equatoriale | Cronologia completa delle presenze e delle reti in nazionale ― Guinea Equatoriale | Cronologia completa delle presenze e delle reti in nazionale ― Guinea Equatoriale | Cronologia completa delle presenze e delle reti in nazionale ― Guinea Equatoriale |
| Data                                                                              | Città                                                                             | In casa                                                                           | Risultato                                                                         | Ospiti                                                                            | Competizione                                                                      | Reti                                                                              | Note                                                                              |
| --------------------------------------------------------------------------------- | --------------------------------------------------------------------------------- | --------------------------------------------------------------------------------- | --------------------------------------------------------------------------------- | --------------------------------------------------------------------------------- | --------------------------------------------------------------------------------- | --------------------------------------------------------------------------------- | --------------------------------------------------------------------------------- |
| 4-9-2016                                                                          | Malabo                                                                            | Guinea Equatoriale                                                                | 4 – 0                                                                             | Sudan del Sud                                                                     | Qual. Coppa d'Africa 2017                                                         | -                                                                                 | 88’                                                                               |
| 11-10-2016                                                                        | Beirut                                                                            | Libano                                                                            | 1 – 1                                                                             | Guinea Equatoriale                                                                | Amichevole                                                                        | -                                                                                 | 68’                                                                               |
| 3-9-2017                                                                          | Malabo                                                                            | Guinea Equatoriale                                                                | 1 – 2                                                                             | Benin                                                                             | Amichevole                                                                        | -                                                                                 |                                                                                   |
| 9-10-2017                                                                         | Malabo                                                                            | Guinea Equatoriale                                                                | 3 – 1                                                                             | Mauritius                                                                         | Amichevole                                                                        | -                                                                                 | Uscita                                                                            |
| 15-1-2018                                                                         | Tangeri                                                                           | Libia                                                                             | 3 – 0                                                                             | Guinea Equatoriale                                                                | CHAN 2018 - 1º turno                                                              | -                                                                                 |                                                                                   |
| 19-1-2018                                                                         | Tangeri                                                                           | Ruanda                                                                            | 1 – 0                                                                             | Guinea Equatoriale                                                                | CHAN 2018 - 1º turno                                                              | -                                                                                 | 86’                                                                               |
| 23-1-2018                                                                         | Agadir                                                                            | Guinea Equatoriale                                                                | 1 – 3                                                                             | Nigeria                                                                           | CHAN 2018 - 1º turno                                                              | -                                                                                 |                                                                                   |
| 28-5-2018                                                                         | Nairobi                                                                           | Kenya                                                                             | 1 – 0                                                                             | Guinea Equatoriale                                                                | Amichevole                                                                        | -                                                                                 | 39’ 72’                                                                           |
| 8-9-2018                                                                          | Bata                                                                              | Guinea Equatoriale                                                                | 1 – 0                                                                             | Sudan                                                                             | Qual. Coppa d'Africa 2019                                                         | -                                                                                 |                                                                                   |
| 13-10-2018                                                                        | Bata                                                                              | Guinea Equatoriale                                                                | 0 – 1                                                                             | Madagascar                                                                        | Qual. Coppa d'Africa 2019                                                         | -                                                                                 | 8’                                                                                |
| 22-3-2019                                                                         | Omdurman                                                                          | Sudan                                                                             | 1 – 4                                                                             | Guinea Equatoriale                                                                | Qual. Coppa d'Africa 2019                                                         | -                                                                                 |                                                                                   |
| 25-3-2019                                                                         | Riad                                                                              | Arabia Saudita                                                                    | 3 – 2                                                                             | Guinea Equatoriale                                                                | Amichevole                                                                        | -                                                                                 | 46’                                                                               |
| 4-9-2019                                                                          | Omdurman                                                                          | Sudan del Sud                                                                     | 1 – 1                                                                             | Guinea Equatoriale                                                                | Qual. Mondiali 2022                                                               | -                                                                                 |                                                                                   |
| 8-9-2019                                                                          | Malabo                                                                            | Guinea Equatoriale                                                                | 1 – 0                                                                             | Sudan del Sud                                                                     | Qual. Mondiali 2022                                                               | -                                                                                 |                                                                                   |
| 15-11-2019                                                                        | Dar es Salaam                                                                     | Tanzania                                                                          | 2 – 1                                                                             | Guinea Equatoriale                                                                | Qual. Coppa d'Africa 2021                                                         | -                                                                                 |                                                                                   |
| 11-11-2020                                                                        | Il Cairo                                                                          | Libia                                                                             | 2 – 3                                                                             | Guinea Equatoriale                                                                | Qual. Coppa d'Africa 2021                                                         | -                                                                                 | 86’                                                                               |
| 15-11-2020                                                                        | Bata                                                                              | Guinea Equatoriale                                                                | 1 – 0                                                                             | Libia                                                                             | Qual. Coppa d'Africa 2021                                                         | -                                                                                 |                                                                                   |
| 25-3-2021                                                                         | Malabo                                                                            | Guinea Equatoriale                                                                | 1 – 0                                                                             | Tanzania                                                                          | Qual. Coppa d'Africa 2021                                                         | -                                                                                 |                                                                                   |
| 28-3-2021                                                                         | Tunisi                                                                            | Tunisia                                                                           | 2 – 1                                                                             | Guinea Equatoriale                                                                | Qual. Coppa d'Africa 2021                                                         | -                                                                                 |                                                                                   |
| 3-9-2021                                                                          | Tunisi                                                                            | Tunisia                                                                           | 3 – 0                                                                             | Guinea Equatoriale                                                                | Qual. Mondiali 2022                                                               | -                                                                                 |                                                                                   |
| 7-9-2021                                                                          | Bata                                                                              | Guinea Equatoriale                                                                | 1 – 0                                                                             | Mauritania                                                                        | Qual. Mondiali 2022                                                               | -                                                                                 |                                                                                   |
| 7-10-2021                                                                         | Malabo                                                                            | Guinea Equatoriale                                                                | 2 – 0                                                                             | Zambia                                                                            | Qual. Mondiali 2022                                                               | -                                                                                 | 45’                                                                               |
| 13-11-2021                                                                        | Bata                                                                              | Guinea Equatoriale                                                                | 1 – 0                                                                             | Tunisia                                                                           | Qual. Mondiali 2022                                                               | -                                                                                 | 12’                                                                               |
| 12-1-2022                                                                         | Douala                                                                            | Guinea Equatoriale                                                                | 0 – 1                                                                             | Costa d'Avorio                                                                    | Coppa d'Africa 2021 - 1º turno                                                    | -                                                                                 |                                                                                   |
| 16-1-2022                                                                         | Douala                                                                            | Algeria                                                                           | 0 – 1                                                                             | Guinea Equatoriale                                                                | Coppa d'Africa 2021 - 1º turno                                                    | -                                                                                 | 9’                                                                                |
| 20-1-2022                                                                         | Limbe                                                                             | Sierra Leone                                                                      | 0 – 1                                                                             | Guinea Equatoriale                                                                | Coppa d'Africa 2021 - 1º turno                                                    | -                                                                                 |                                                                                   |
| 26-1-2022                                                                         | Bamako                                                                            | Mali                                                                              | 0 – 0 dts (5 - 6 dtr)                                                             | Guinea Equatoriale                                                                | Coppa d'Africa 2021 - Ottavi di finale                                            | -                                                                                 |                                                                                   |
| 30-1-2022                                                                         | Yaoundé                                                                           | Senegal                                                                           | 3 – 1                                                                             | Guinea Equatoriale                                                                | Coppa d'Africa 2021 - Quarti di finale                                            | -                                                                                 |                                                                                   |
| 23-3-2022                                                                         | Bissau                                                                            | Guinea-Bissau                                                                     | 3 – 0                                                                             | Guinea Equatoriale                                                                | Amichevole                                                                        | -                                                                                 |                                                                                   |
| 29-3-2022                                                                         | Benguela                                                                          | Angola                                                                            | 0 – 0                                                                             | Guinea Equatoriale                                                                | Amichevole                                                                        | -                                                                                 |                                                                                   |
| 2-6-2022                                                                          | Tunisi                                                                            | Tunisia                                                                           | 4 – 0                                                                             | Guinea Equatoriale                                                                | Qual. Coppa d'Africa 2023                                                         | -                                                                                 |                                                                                   |
| 6-6-2022                                                                          | Malabo                                                                            | Guinea Equatoriale                                                                | 2 – 0                                                                             | Libia                                                                             | Qual. Coppa d'Africa 2023                                                         | -                                                                                 |                                                                                   |
| 23-9-2022                                                                         | Bata                                                                              | Guinea Equatoriale                                                                | 0 – 0                                                                             | Ruanda                                                                            | Amichevole                                                                        | -                                                                                 |                                                                                   |
| 27-9-2022                                                                         | Casablanca                                                                        | Guinea Equatoriale                                                                | 2 – 2                                                                             | Togo                                                                              | Amichevole                                                                        | -                                                                                 |                                                                                   |
| 24-3-2023                                                                         | Malabo                                                                            | Guinea Equatoriale                                                                | 2 – 0                                                                             | Botswana                                                                          | Qual. Coppa d'Africa 2023                                                         | -                                                                                 |                                                                                   |
| 28-3-2023                                                                         | Francistown                                                                       | Botswana                                                                          | 2 – 3                                                                             | Guinea Equatoriale                                                                | Qual. Coppa d'Africa 2023                                                         | -                                                                                 |                                                                                   |
| 17-6-2023                                                                         | Malabo                                                                            | Guinea Equatoriale                                                                | 1 – 0                                                                             | Tunisia                                                                           | Qual. Coppa d'Africa 2023                                                         | -                                                                                 |                                                                                   |
| 6-9-2023                                                                          | Tripoli                                                                           | Libia                                                                             | 1 – 1                                                                             | Guinea Equatoriale                                                                | Qual. Coppa d'Africa 2023                                                         | -                                                                                 |                                                                                   |
| 13-10-2023                                                                        | Malabo                                                                            | Guinea Equatoriale                                                                | 0 – 0                                                                             | Burkina Faso                                                                      | Amichevole                                                                        | -                                                                                 |                                                                                   |
| 15-11-2023                                                                        | Malabo                                                                            | Guinea Equatoriale                                                                | 1 – 0                                                                             | Namibia                                                                           | Qual. Mondiali 2026                                                               | -                                                                                 |                                                                                   |
| 20-11-2023                                                                        | Paynesville                                                                       | Liberia                                                                           | 0 – 1                                                                             | Guinea Equatoriale                                                                | Qual. Mondiali 2026                                                               | -                                                                                 |                                                                                   |
| 14-1-2024                                                                         | Abidjan                                                                           | Nigeria                                                                           | 1 – 1                                                                             | Guinea Equatoriale                                                                | Coppa d'Africa 2023 - 1º turno                                                    | -                                                                                 |                                                                                   |
| 18-1-2024                                                                         | Abidjan                                                                           | Guinea Equatoriale                                                                | 4 – 2                                                                             | Guinea-Bissau                                                                     | Coppa d'Africa 2023 - 1º turno                                                    | -                                                                                 |                                                                                   |
| 22-1-2024                                                                         | Abidjan                                                                           | Guinea Equatoriale                                                                | 4 – 0                                                                             | Costa d'Avorio                                                                    | Coppa d'Africa 2023 - 1º turno                                                    | -                                                                                 |                                                                                   |
| 28-1-2024                                                                         | Abidjan                                                                           | Guinea Equatoriale                                                                | 0 – 1                                                                             | Guinea                                                                            | Coppa d'Africa 2023 - Ottavi di finale                                            | -                                                                                 |                                                                                   |
| 22-3-2024                                                                         | Gedda                                                                             | Guinea Equatoriale                                                                | 2 – 0                                                                             | Cambogia                                                                          | Amichevole                                                                        | -                                                                                 | 81’                                                                               |
| 25-3-2024                                                                         | Gedda                                                                             | Capo Verde                                                                        | 1 – 0                                                                             | Guinea Equatoriale                                                                | Amichevole                                                                        | -                                                                                 |                                                                                   |
| 5-6-2024                                                                          | Tunisi                                                                            | Tunisia                                                                           | 1 – 0                                                                             | Guinea Equatoriale                                                                | Qual. Mondiali 2026                                                               | -                                                                                 |                                                                                   |
| 10-6-2024                                                                         | Malabo                                                                            | Guinea Equatoriale                                                                | 1 – 0                                                                             | Malawi                                                                            | Qual. Mondiali 2026                                                               | -                                                                                 |                                                                                   |
| 5-9-2024                                                                          | Orano                                                                             | Algeria                                                                           | 2 – 0                                                                             | Guinea Equatoriale                                                                | Qual. Coppa d'Africa 2025                                                         | -                                                                                 | 90’                                                                               |
| 9-9-2024                                                                          | Malabo                                                                            | Guinea Equatoriale                                                                | 2 – 2                                                                             | Togo                                                                              | Qual. Coppa d'Africa 2025                                                         | -                                                                                 |                                                                                   |
| 11-10-2024                                                                        | Malabo                                                                            | Guinea Equatoriale                                                                | 1 – 0                                                                             | Liberia                                                                           | Qual. Coppa d'Africa 2025                                                         | -                                                                                 |                                                                                   |
| 14-10-2024                                                                        | Monrovia                                                                          | Liberia                                                                           | 1 – 2                                                                             | Guinea Equatoriale                                                                | Qual. Coppa d'Africa 2025                                                         | -                                                                                 |                                                                                   |
| 14-11-2024                                                                        | Malabo                                                                            | Guinea Equatoriale                                                                | 0 – 0                                                                             | Algeria                                                                           | Qual. Coppa d'Africa 2025                                                         | -                                                                                 |                                                                                   |
| 21-3-2025                                                                         | Malabo                                                                            | Guinea Equatoriale                                                                | 2 – 0                                                                             | São Tomé e Príncipe                                                               | Qual. Mondiali 2026                                                               | -                                                                                 | 90+2’                                                                             |
| 24-3-2025                                                                         | Johannesburg                                                                      | Namibia                                                                           | 1 – 1                                                                             | Guinea Equatoriale                                                                | Qual. Mondiali 2026                                                               | -                                                                                 |                                                                                   |
| 9-6-2025                                                                          | Marrakech                                                                         | Camerun                                                                           | 1 – 1                                                                             | Guinea Equatoriale                                                                | Amichevole                                                                        | -                                                                                 |                                                                                   |
| Totale                                                                            |                                                                                   | Presenze                                                                          | 57                                                                                |                                                                                   | Reti                                                                              | 0                                                                                 |                                                                                   |